# Rob Baan
Rob Baan (* 1. April 1943 in Rotterdam) ist ein niederländischer ehemaliger Fußballtrainer und Sportdirektor. Am 11. Oktober 2011 wurde Baan zum Technischen Direktor des indischen Fußballverbandes AIFF ernannt.

## Spielerkarriere
Baan spielte in der Jugend für Sparta Rotterdam sowie für den Amateurverein RFC Rotterdam.

## Trainerkarriere
Baan stieg bereits im Alter von 22 in das Trainergeschäft ein. Erste Station für ihn war im Jahre 1965 Fortuna Vlaardingen, wo er als Jugendcoach tätig war. Bereits für die Folgesaison wechselte er in die Nachwuchsabteilung des damaligen Eredivisie-Klubs Sparta Rotterdam. Doch bereits im Jahr darauf zog es ihn zum Ligakonkurrenten ADO Den Haag, wo Baan zwischen 1966 und 1972 als Assistent von Ernst Happel (1966 bis 1969) und Vaclav Jezek (1969 bis 1972) fungierte. Im Sommer 1972 wurde er erstmals als Cheftrainer eingestellt und unterzeichnete bei VVV Venlo. Dort schaffte er 1976 den Aufstieg von der Eerste Divisie in die Eredivisie, wo er bis 1978 die Klasse hielt, aber anschließend von Hans Croon abgelöst wurde. Daraufhin holte ihn Jan Zwartkruis zur niederländischen Nationalmannschaft. Als dessen Co-Trainer arbeitete Baan mit Zwartkruis bis 1981 zusammen, ehe dieser von Kees Rijvers abgelöst wurde. Unter ihm arbeitete Baan noch bis 1983 und wirkte zwischendurch als Interimstrainer für die Oranje. 1978 betreute er das Team bei der Weltmeisterschaft, zwei Jahre darauf bei der Europameisterschaft in Italien. Bei der WM scheiterte die Mannschaft erst im Finale an Argentinien, 1980 bereits in der Vorrunde. ADO Den Haag, für die er bereits als Co-Trainer aktiv war, sicherte sich Baans Dienste für die Saison 1983/84. Nach drei Jahren in der zweiten Liga, schaffte er 1986 schließlich den Aufstieg ins Oberhaus. Trotz dieses Erfolges verließ der Trainer den Klub und schloss sich Roda Kerkrade an. Trotz eines guten vierten Platz und der damit verbundenen besten Platzierung seit Jahren, war dieses Engagement bereits nach einem Jahr wieder beendet. So lockte ihn Sparta Rotterdam wieder in seine Heimatstadt und verpflichtete den Fußballlehrer. Zwei zwölfte Plätze waren dem Verein aber nicht gut genug und man ging 1990 wieder getrennte Wege. Daraufhin wechselte Baan erneut in die Eerste Divisie und trug fortan die Farben des SC Cambuur-Leeuwarden. 1991/92 erspielte das Team den ersten Platz und Baan konnte seinen dritten Aufstieg mit der dritten Mannschaft feiern. Doch wie schon bei Den Haag, blieb er auch dieses Mal nicht beim Aufsteiger, sondern wagte den Schritt zum FC Twente Enschede. Dort erreichte er zweimal den fünften Platz und etablierte die Mannschaft in der Spitzengruppe der Eredivisie. Dies war dem Vorstand aber nicht ausreichend und zur Spielzeit 1994/95 zog es Baan zu Excelsior Rotterdam. Im Sommer 1995 unterzeichnete Baan als Co-Trainer von Dick Advocaat bei der PSV Eindhoven. 1996/97 konnte man die Meisterschaft gewinnen sowie im Vorjahr den KNVB-Pokal. Hinzu kommen die Erfolge im Spiel um den Johan-Cruyff-Schaal 1996, 1997 und 1998. 1998 zog es Baan für sechs Jahre als Sportdirektor zu Feyenoord Rotterdam. Gleich in seinem ersten Jahr bei den Rot-Weißen wurde die Eredivisie sowie der Supercup gewonnen. Bis zu seinem Amtsaustritt blieben weitere nationale Erfolge allerdings aus.  Den wohl größten Triumph in dieser Zeit, konnte Baan am 8. Mai 2002 feiern, als sein Team im Endspiel um den UEFA-Pokal Borussia Dortmund mit 3:2 schlagen konnte.
Nach all diesen Titelgewinnen und dem Arbeiten in den Niederlanden, zog es Baan 2004 erstmals ins Ausland. Der arabische Verein Al-Jazira Club lockte ihn in den orientalischen Kulturraum, wo er erneut als Sportdirektor arbeiten sollte. Nach nur zwölf Monaten trennten sich beide Parteien wieder und Baan wurde zum zweiten Mal nach 1978 vom niederländischen Fußballverband eingestellt. Dort leitete er für ein Jahr als Jugendsportdirektor die Geschicke im Nachwuchsbereich. Nach der Trennung erfolgte ein erneutes Engagement bei ADO Den Haag. Dieses blieb aber nur von kurzer Dauer und zum 1. Januar 2007 versuchte sich Baan nochmals als Cheftrainer der australischen U23, hatte aber zur gleichen Zeit auch den Sportdirektorposten der A-Mannschaft inne. Nachdem Graham Arnold verabschiedet wurde, übernahm er im November 2007 die Leitung der A-Elf für ein Spiel, ehe Pim Verbeek neuer Cheftrainer wurde. Dieses konnte er mit 1:0 gegen Nigeria gewinnen. 2008 beendete er seine Arbeit für Australien.

## Erfolge als Trainer

### Verein
- Aufstieg in die Eredivisie mit VVV Venlo: 1976
- Aufstieg in die Eredivisie mit ADO Den Haag: 1986
- Aufstieg in die Eredivisie mit SC Cambuur-Leeuwarden: 1992
- KNVB-Pokal mit PSV Eindhoven: 1996 (Co-Trainer)
- Niederländischer Meister mit PSV Eindhoven: 1997 (Co-Trainer)
- Johan-Cruyff-Schaal mit PSV Eindhoven: 1996, 1997, 1998 (Co-Trainer)
- Niederländischer Meister mit Feyenoord Rotterdam: 1999 (Sportdirektor)
- Johan-Cruyff-Schaal mit Feyenoord Rotterdam: 1999 (Sportdirektor)
- UEFA-Pokal mit Feyenoord Rotterdam: 2002 (Sportdirektor)

### Nationalmannschaft
- Vizeweltmeister mit den Niederlanden: 1978 (Co-Trainer)